# أوين جونسون
أوين جونسون (بالإنجليزية: Owen Johnson)‏ (13 نوفمبر 1919 في المملكة المتحدة - 6 أغسطس 2001 بسولت ليك في المملكة المتحدة) هو لاعب كرة قدم بريطاني (وحمل سابقاً جنسية المملكة المتحدة لبريطانيا العظمى وأيرلندا) في مركز الهجوم.